# United States National Forest

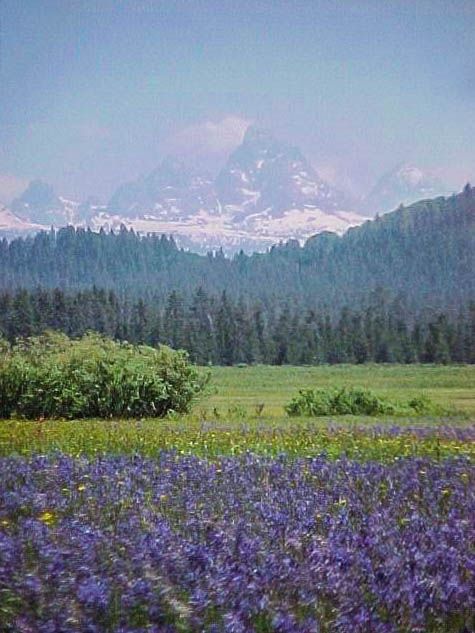
Fiori del genere Camassia e, sullo sfondo, il versante ovest del Teton Range, nella Foresta nazionale di Caribou-Targhee, Idaho.

La United States National Forest (in italiano Foresta nazionale degli Stati Uniti) è una classificazione dei territori federali negli Stati Uniti.
Le Foreste Nazionali sono in gran parte foreste e aree boschive di proprietà del governo federale e sono gestite dallo United States Forest Service, sotto la direzione del Dipartimento dell'Agricoltura. La gestione del territorio in queste aree si concentra sulla raccolta del legname, il pascolo, la gestione delle acque, la fauna selvatica e la ricreazione. A differenza dei parchi nazionali e degli altri territori federali gestiti dal National Park Service, l'uso commerciale delle Foreste Nazionali è consentito ed in molti casi è anche incoraggiato. Le Foreste Nazionali sono classificate dalla Commissione mondiale sulle aree protette con la IUCN Category VI (Managed Resource Protected Area).
Negli Stati Uniti sono state istituite 155 Foreste Nazionali su una superficie complessiva di 769.000 km². Questi territori comprendono l'8,5% della superficie totale degli Stati Uniti, un'area delle dimensioni del Texas. Circa l'87% del territorio delle Foreste Nazionali si trova ad ovest del fiume Mississippi. Nel territorio dell'Alaska si trova il 12% di tutti i territori occupati dalle Foreste Nazionali.
Molte stazioni sciistiche operano nelle Foreste Nazionali. I cittadini statunitensi possono praticare liberamente il campeggio in ogni parte delle Foreste Nazionali ad una distanza minima di 200 metri da strade o sentieri.
Il Servizio Forestale gestisce anche le Praterie nazionali.